# Варнбюлер, Карл фон
Барон Фридрих Карл Готлиб Варнбюлер фон унд цу Хемминген (нем. Friedrich Karl Gottlob Freiherr Varnbüler von und zu Hemmingen; 13 мая 1809, Хемминген — 26 марта 1889, Берлин) — вюртембергский государственный деятель. Отец Густава Майринка.

## Биография
Сын вюртембергского министра финансов Карла Эбергарда фон Варнбюлера (1776—1832). Образование получил в Тюбингене и Берлине; занимался сельским хозяйством и фабричным делом. В 1845 году вступил членом в вюртембергскую палату господ и занял там влиятельное положение, в особенности в вопросах народного и государственного хозяйства. Он способствовал изданию закона 1862 года о свободе ремесел.
В реакционный период, наступивший после 1848 года, Варнбюлер заявил себя решительным сторонником сословных интересов дворянства и строго консервативной политики. В 1864 году он был назначен министром двора и иностранных дел; одновременно с тем ему было поручено заведование путями сообщения, и его деятельное содействие развитию железнодорожного дела сохраняло за ним большинство в палате депутатов.
В общегерманской политике Варнбюлер явился решительным противником Пруссии и горячим поборником самостоятельности средних и малых германских государств. В 1866 году он произнес против Пруссии известную речь на тему «Vae victis». Вынужденный заключить с Пруссией оборонительный и наступательный союз, он остался партикуляристом и в таможенном парламенте (1867).
Выйдя в отставку в 1870 году, Варнбюлер был избран в рейхстаг, где заседал до 1881 года и был председателем тарифной комиссии (1878—1879), преобразовавшей таможенное законодательство в духе протекционизма. В последние годы жизни занимался перестройкой родового имения в Хеммингене.
В браке с баронессой Генриеттой фон Зюскинд имел семерых детей. Из их числа Аксель был вюртембергским посланником в Санкт-Петербурге, а Хильдегарда фон Шпитцемберг (жена другого посла в России) известна как автор политического дневника. Другая дочь была бабушкой Цезаря фон Хофакера. Внебрачный сын (от связи с актрисой Марией Мейер) — писатель Густав Майринк.